# Knefastia altenai
Knefastia altenai é uma espécie de gastrópode do gênero Knefastia, pertencente a família Pseudomelatomidae.